# Mario Scaramella

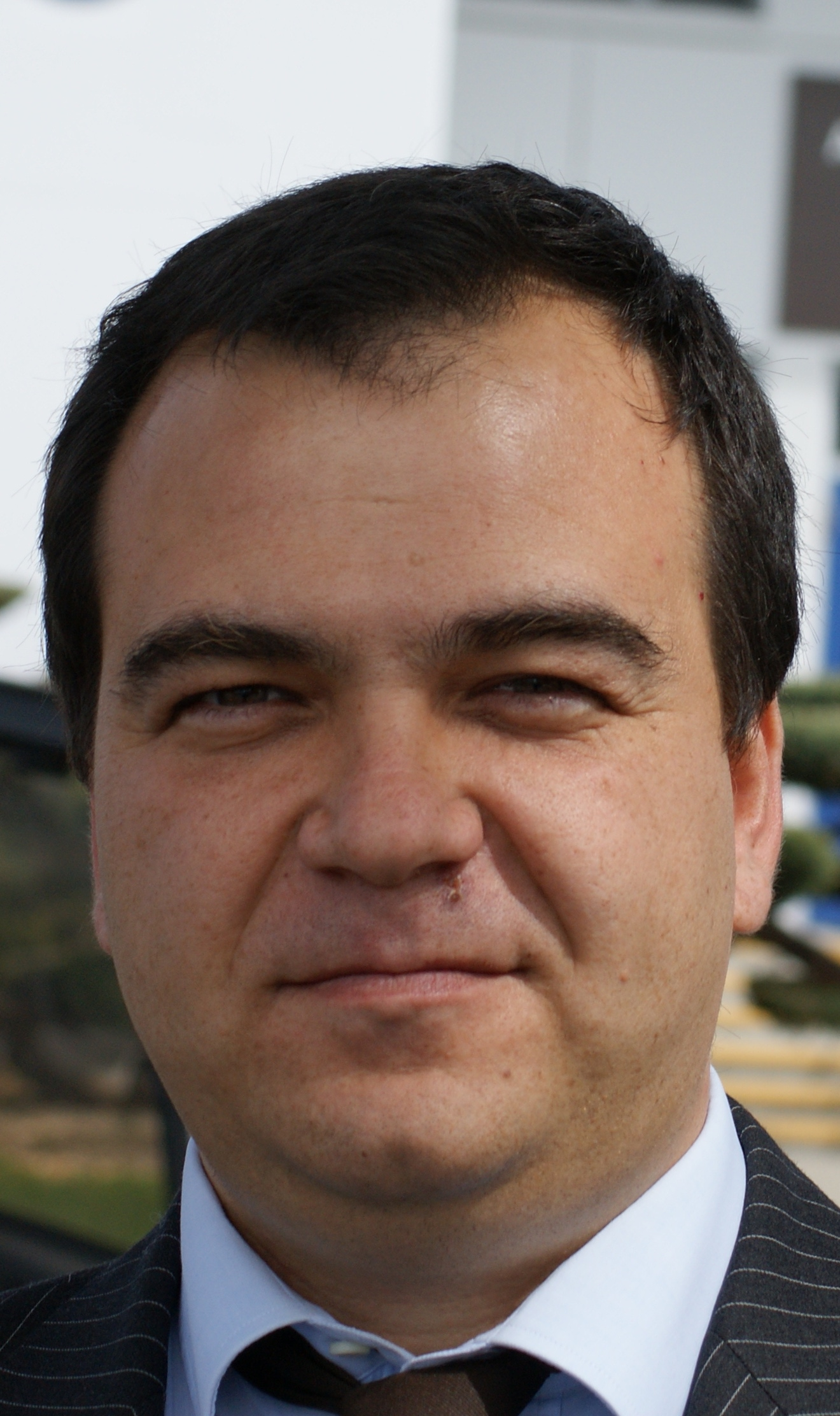
Mario Scaramella

Mario Scaramella (* 23. April 1970 in Neapel) ist ein italienischer Geheimdienst-Experte. Er war einer der Experten in einem Untersuchungsausschuss des italienischen Parlaments über die Rekrutierung italienischer Spione durch den sowjetischen Geheimdienst KGB. Scaramella steht in einem Zusammenhang mit der Affäre um den russischen Ex-FSB-Agenten Alexander Litwinenko, der am 23. November 2006 durch eine hohe Dosis Polonium starb.

## Tätigkeit
Scaramella soll Litwinenkos Kontaktmann in Italien gewesen sein. Er war einer der letzten Menschen, die Alexander Litwinenko vor dem Auftreten seiner Gesundheitsschäden gesehen haben soll. Nach eigenen Angaben recherchierte Litwinenko über den Mord an der Journalistin Anna Stepanowna Politkowskaja. Scaramella habe ihm hierzu Informationen geliefert, in denen Litwinenko und der in London lebende Oligarch Boris Beresowski als mögliche nächste Anschlagsziele genannt worden sein sollen.
Die radioaktive Substanz war am 1. Dezember 2006 zunächst im Urin Scaramellas entdeckt worden, mit dem sich Litwinenko am 1. November 2006 in einer Londoner Sushi-Bar getroffen hatte. Scaramella ist offenbar deutlich stärker mit Polonium 210 belastet als die Ehefrau von Litwinenko.
Auf dem Totenbett soll Litwinenko den Verdacht geäußert haben, möglicherweise habe ihm Scaramella die fatale Strahlenladung verabreicht. Scaramella sei „nervös gewesen“, habe „das Essen nicht einmal angerührt“. Lediglich ein Glas Wasser habe er getrunken.
„Trotz einer großen Angst fühle ich mich derzeit gut, ich habe keine Symptome“, schrieb Scaramella in einem Brief an seinen Anwalt, den dieser am 2. Dezember 2006 der italienischen Nachrichtenagentur ANSA übermittelte. Die Londoner Universitätsklinik, in der Scaramella behandelt wird, widersprach Zeitungsberichten, wonach sich Scaramella in Lebensgefahr befand. Scaramella gehe es gut; vorläufige Tests hätten keine Beweise für eine radioaktive Vergiftung gebracht, sagte ein Kliniksprecher.
Am 24. Dezember wurde Scaramella von italienischen Polizeibeamten festgenommen. Die italienischen Behörden werfen Scaramella unter anderem möglichen Geheimnisverrat und Waffenschmuggel vor. Auch von Verleumdung ist die Rede. Welcher Zusammenhang mit dem Fall Litwinenko besteht, ist noch unklar. Scaramella, der selbsternannte Sicherheitsexperte, wird in den italienischen Medien als Schattenmann zwischen Kriminalität und Geheimdiensten beschrieben. Er machte in der Vergangenheit von sich reden, als er behauptete, in der Bucht von Neapel hätte das 1970 gesunkene Atom-U-Boot K-8 der Sowjetischen Flotte 20 nukleare Sprengköpfe hinterlassen. Des Weiteren hat Scaramella Litwinenko beschuldigt, in seiner Zeit bei dem FSB nukleares Material aus Russland heraus geschmuggelt zu haben. Seine Thesen konnte Scaramella nicht beweisen.